# ベナン料理

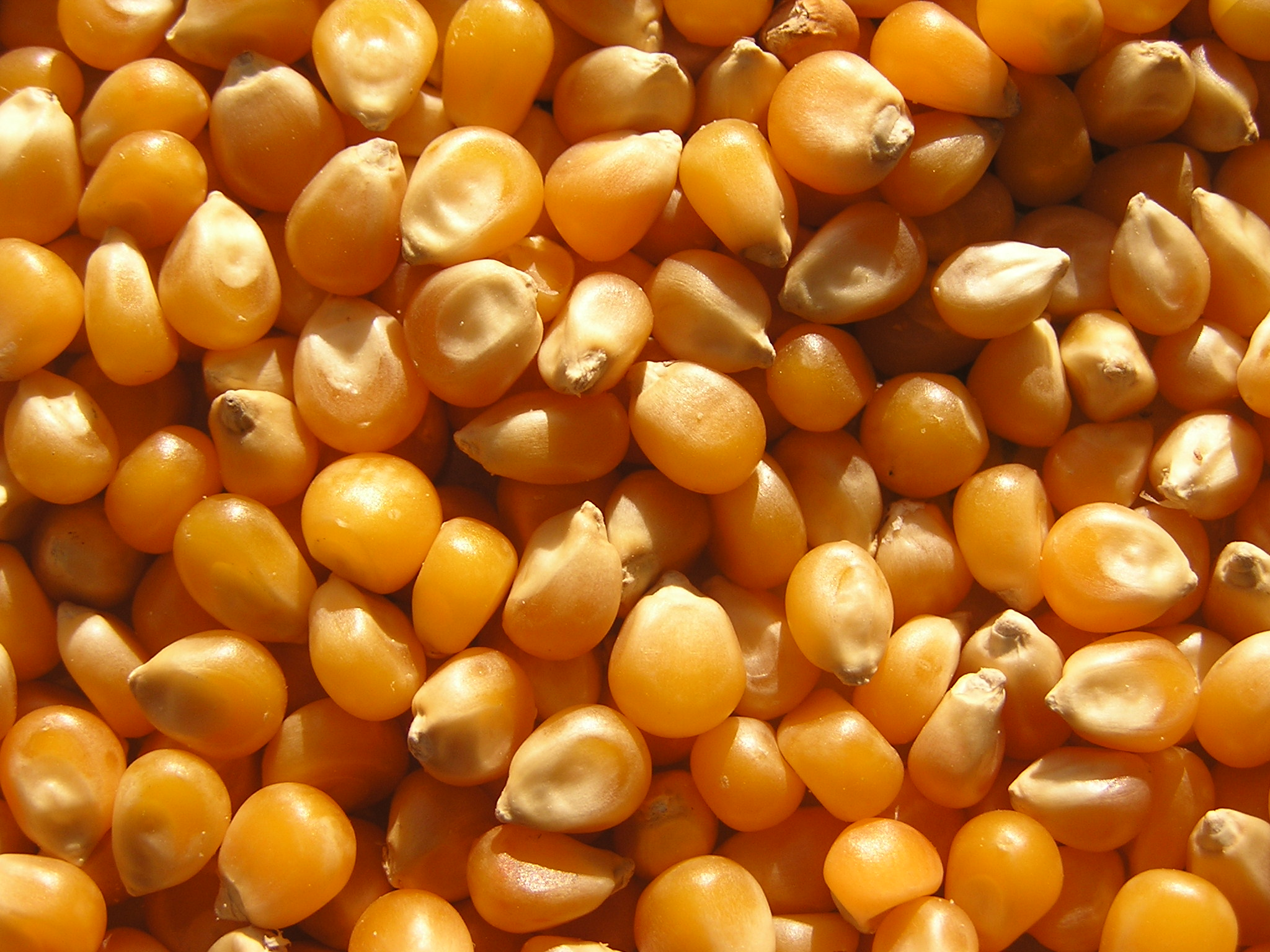
トウモロコシはベナン南部における最も一般的な主食である。

ベナンの位置

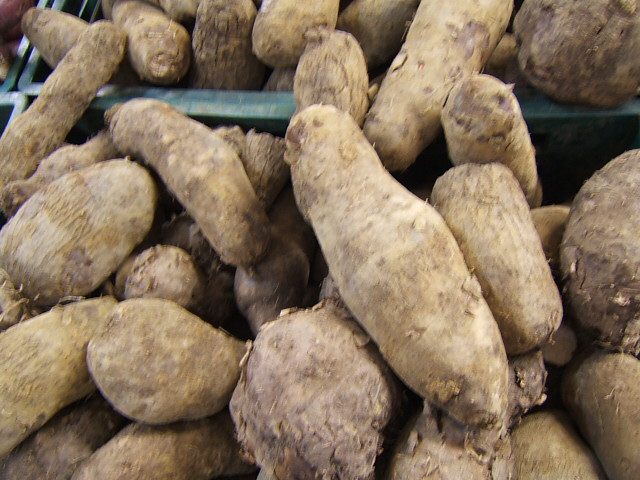
ヤム芋はベナン北部における最も一般的な主食である。

ベナン料理はアフリカ西部に位置するベナンで広く食べられている料理。エキゾチックな食材と風味豊かな料理のためアフリカでは有名な料理である。ベナン料理には、様々な種類のソースとともに食する新鮮な一品が多くある。ベナンでは肉は通常かなり高価であり、食事は一般的に肉よりも植物性脂肪を多くとるものとなっている。
ベナン南部の料理における最も一般的な材料はトウモロコシであり、トウモロコシを用いたパン生地を作るのに用いられる。このパン生地は、主にピーナッツまたはトマトを主たる材料としたソースと共に出される。ベナン南部で使用される最も一般的な動物性たんぱく質は魚と鶏肉であるものの、牛肉や豚肉、山羊肉、ヤブネズミ属のネズミの肉も使用される。これらの肉はしばしばパーム油またはピーナッツオイルで揚げられる。前述したトウモロコシのほか、米や豆、トマト、クスクスも重要な主食である。果物については、みかんやオレンジ、バナナ、キウイフルーツ、アボカド、パイナップル、ピーナッツなどがよく食される。
ヤム芋はベナン北部における主食であり、ピーナッツまたはトマトを主材料としたソースと一緒に出されることもよくある。北部地域居住者は、牛肉と豚肉を使用し、これらも南部と同様にパーム油やピーナッツオイルで揚げられたり、ソースで調理されたりする。北部ではチーズがいくつかの料理で頻繁に使用される。クスクスや米、豆などはマンゴー、オレンジ、アボカドなどの果物と一緒によく食べられる。

## 食品の調理

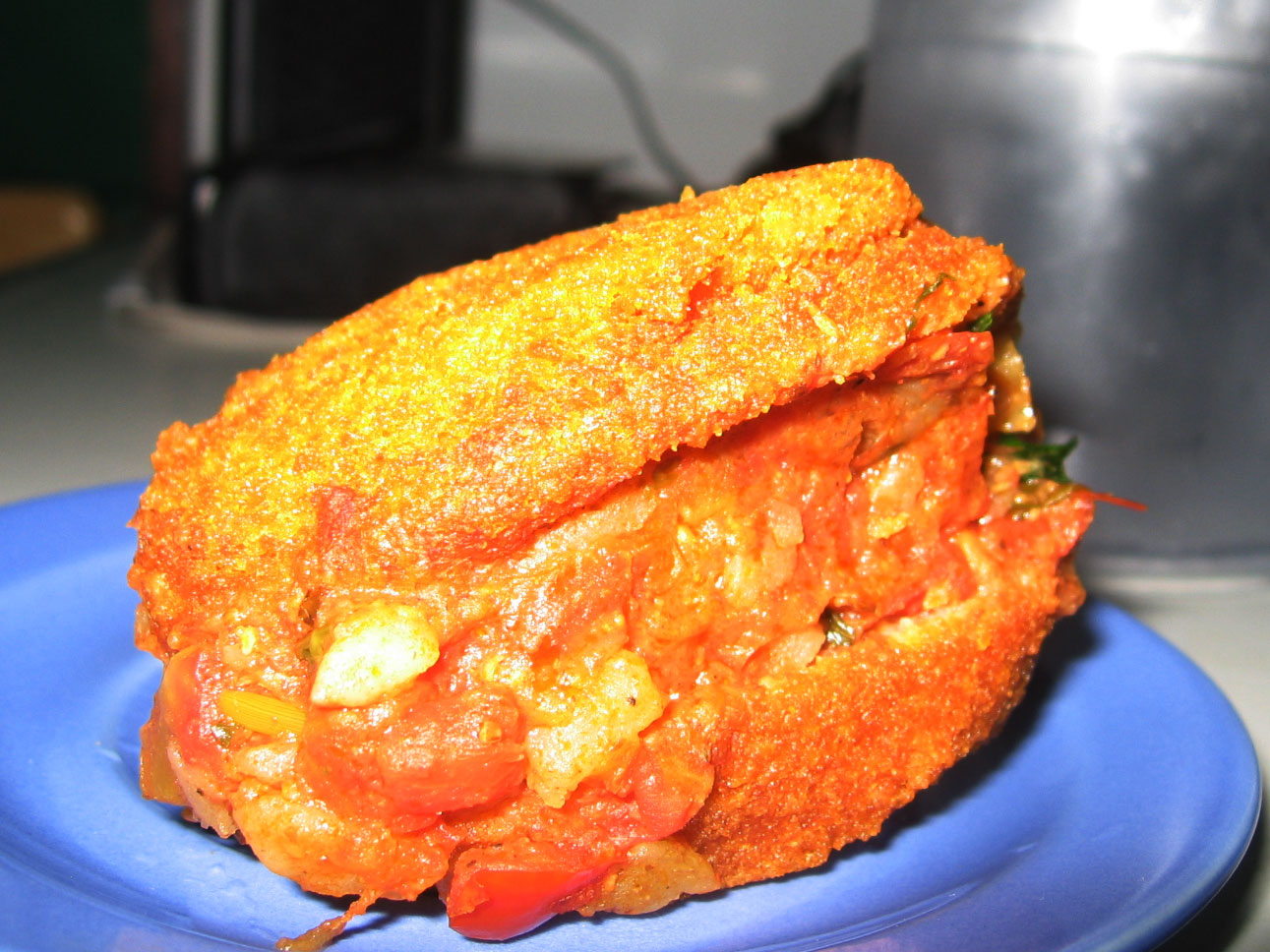
アカラジェは皮をむいた黒目豆を球状にした後、揚げたもの。

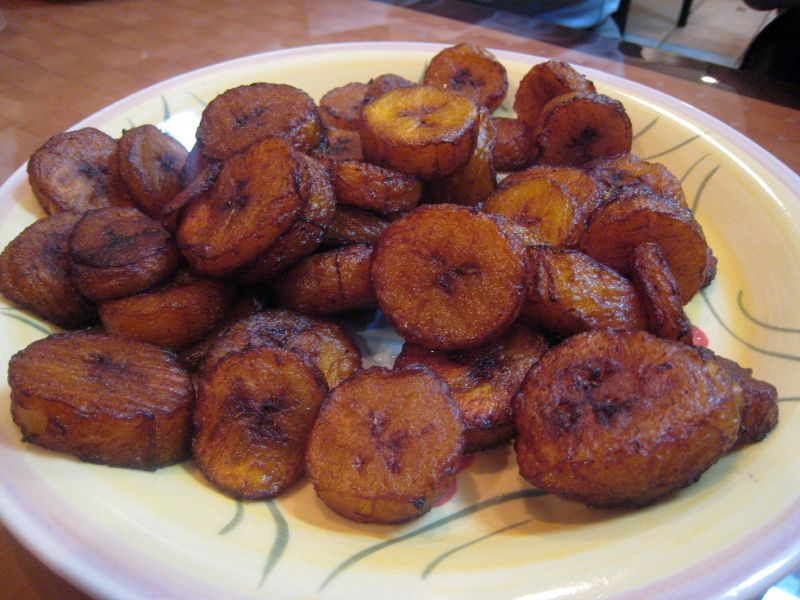
アロコ（揚げたプランテン）

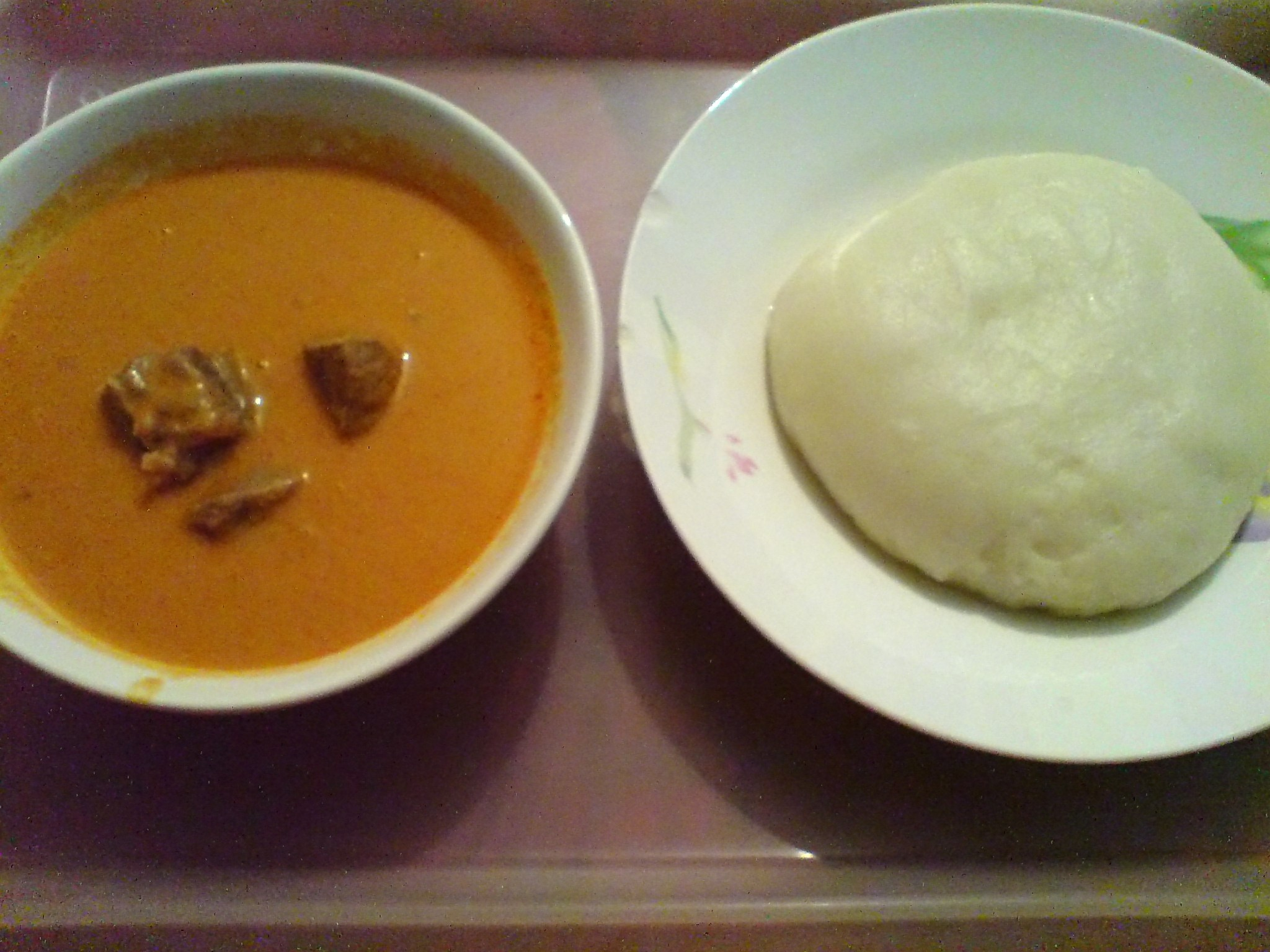
ピーナッツスープとフフ（右）

肉の調理はパーム油やピーナッツオイルで揚げるのが最も一般的であるほか、魚の燻製もベナンでは一般的に作られる。粉挽き機はコーンフラワーを準備するために用いられ、トウモロコシを粉状にしたあと生地にして、ソースと共に提供する。鶏のつばは、木の棒で鶏肉を火で焼く伝統的なレシピである。椰子の根は、塩水と薄切りにしたニンニクを入れた瓶に浸して柔らかくし、さまざまな料理に使用することがある。
多くの人が料理用のマッドストーブや料理保存用のマッドポットを持っており、マッドポットは水を貯めるためにも使用される。これらの鉢は通常家の外に保管される。

## 特産品

### ワガシチーズ
ワガシは、フラニ族が作るベナン北部の特製牛乳チーズで、パラクーなどの都市で広く販売されている。 マイルドな味わいと赤い皮が特徴の軟質チーズで、ベナン料理によく用いられる。

### アカラ
アカラは、皮をむいた黒目豆を球状にした後、赤パーム油で揚げた料理である。ベナンのほか、ナイジェリアやガーナのほとんどの地域でも見られる。

### その他のベナン料理
以下に、上記の料理以外のベナンの特徴ある料理を列挙する。 
- アクパン
- アロコ：揚げたオオバコの料理
- アミウォ：トマトピューレ、タマネギ、ピーマンで作られ、ソースが添えられているレッドコーンのパン生地
- ベニエ：ローストしたピーナッツを油で調理したケーキ
- フフ：潰したヤム芋をペースト状にしたもの
- ガリ—キャッサバの塊茎から作られた人気の西アフリカ料理
- モヨ：トマトソース、タマネギ、ピーマンを材料とする、普通魚のフライと一緒に出されるソース

## 飲料
Choukoutouあるいは単にchouk とは、ベナン北部で広く飲まれるミレットビールであり、ベナン南部にも出荷される。ソダビは、椰子の木から作られた酒で、イベントや式典でよく飲まれる。 